# El Espejo
El Espejo é o terceiro álbum de estúdio da cantora e compositora argentina Daniela Herrero. Foi lançado no dia 16 de agosto de 2005 pelo selo Sony Music, o álbum teve produções da própria cantora em parceria com outros nomes da música argentina. O primeiro single do álbum foi a canção "Como Algo Más", que foi composta pela própria Daniela. Em seguida, saíram os singles "Adoquines" e "Sé", que ficaram entre as canções mais tocadas no ano nas rádios da Argentina.

## Faixas
| Edição padrão |                             |                 |         |  |
| N.º           | Título                      | Compositor(es)  | Duração |  |
| 1.            | "Como Algo Más"             | Daniela Herrero | 3:14    |  |
| 2.            | "No Me Digas"               |                 | 3:53    |  |
| 3.            | "Cerca"                     |                 | 4:21    |  |
| 4.            | "Ese Chico"                 |                 | 3:25    |  |
| 5.            | "Sé"                        | Daniela Herrero | 3:22    |  |
| 6.            | "Me Falta Una Traición Aún" |                 | 2:28    |  |
| 7.            | "El Momento"                |                 | 2:58    |  |
| 8.            | "Ruido"                     |                 | 3:57    |  |
| 9.            | "Por El Marco de Tu Cara"   |                 | 2:47    |  |
| 10.           | "Batallár"                  |                 | 3:01    |  |
| 11.           | "Puedo Ver"                 |                 | 2:57    |  |
| 12.           | "Adoquines"                 | Daniela Herrero | 2:48    |  |
| 13.           | "Cambio Los Rayos"          |                 | 2:12    |  |
| 14.           | "Mundo de Cancíones"        |                 | 3:35    |  |